# Haufen (Einheit)
Der Haufen war ein Maß für Brennholz, Torf und Steinkohlen im preußischen Berlin und in Petersburg nur für Brennholz.
In Berlin war der Verkauf nach Haufen bereits mit einer Verordnung vom 13. Juni 1846 verboten worden. Es sollten nur noch die neueren Maße und Gewichte verwendet werden. Mit Nachdruck wurde das Maß nochmals verboten, da Händler das Haufenmaß, wie eine Revision 1847 aufzeigte, verkleinerten. Die Bekanntmachung des Polizeipräsidenten vom 9. Dezember 1847 wurde als Wiederzulassung verstanden, da es keine Hinweise auf ein Verbot gab. Am 25. Januar 1848 wurde der Handel in Haufen unter Strafe gestellt, aber durch Händler ignoriert.

## Steinkohlen
- 1 Haufen Steinkohlen = 28 Scheffel (alt), 1 Getreidescheffel = 5496,15 Zentiliter

## Brennholz
- 1 Haufen Brennholz = 4 ¼ Klafter (6 Fuß Höhe × 6 Fuß Breite × 3 Fuß Scheitlänge) = 486 Kubikfuß

Dieser Kubikklafter hatte 108 Kubikfuß, das waren 97,4089 Pariser Kubikzoll oder 4,4518815 Ster.

## Torf
- 1 Haufen Torf = 5 Maßkörbe (groß) = 240 Maßkörbe (klein) = 6000 Stück Torfsoden
- 1 großer Maßkorb = 1000 Stück Torfsoden
- 1 kleiner Maßkorb = 25 Torfsoden
- In Bremen 1 Haufen = 8 Torfsoden[5]

## Petersburg
Das Brennholz wurde entweder nach der Kubik-Saschehn oder nach Haufen verkauft.
- 1 Haufen hatte die Höhe von 1 Saschehn, eine Breite von 1 Saschehn und trotz veränderlicher Scheitlänge mindestens 10 Werschok. Daraus ergaben sich 2,0234 Kubikmeter oder ein Haufen von 6,625 Kubik-Arschin. Der Haufen hatte 5 ⅝ Kubik-Archin oder 5/24 Kubik-Sarschehn

(Quellen unter)